# Battaglia di Bona
La battaglia di Bona fu combattuta il 16 settembre 1607 dai soldati del Granducato di Toscana e dalle milizie ottomane che difendevano la città fortificata di Bona (oggi Annaba). 

## Casus belli
All’origine della decisione di Ferdinando I de’ Medici, granduca di Toscana, di inviare una spedizione ad attaccare la città algerina di Bona ci sarebbe stata la messa a morte di un gruppo di marinai dell’Ordine di Santo Stefano (un'organizzazione che costituiva la maggior parte della flotta toscana), capitati nei pressi del centro ottomano per le avverse condizioni del mare. L’offensiva è tuttavia da ascriversi ad un più ampio disegno del granduca di accrescere il peso della sua monarchia in Europa e nel Mediterraneo tramite azioni militari ai danni dell’Impero ottomano.

## La battaglia
La flotta toscana sbarcò sulla costa nordafricana con qualche ora di ritardo. I capi discussero la possibilità di rinviare l’attacco, dal momento che quella dilazione avrebbe fatto giungere la spedizione alle porte della città in pieno giorno, senza poter dunque sfruttare l’effetto sorpresa. Silvio Piccolomini, gran contestabile dell’Ordine di Santo Stefano, l'uomo a capo della missione, si oppose, perché arrivare a Bona senza il favore delle tenebre avrebbe conferito maggior gloria all’impresa e avrebbe reso possibile distinguere i soldati più valorosi e meritevoli. 
 Le truppe avanzarono dunque senza attendere la sera, e si divisero in due aliquote: una forza minore si diresse verso la fortezza che si trovava a circa mezzo chilometro da Bona, mentre il resto dell’esercito si indirizzò contro quest’ultima. 
 La fortezza fu presa rapidamente, e il primo gruppo si recò ad aiutare il secondo. 
 I toscani fecero saltare le porte delle mura cittadine e vi si introdussero, cercando di sbarazzare le vie di Bona dai combattenti nemici. 
 Fuori dalla città, la cavalleria turca si stava organizzando, ma fu presa di mira dalle artiglierie della galera dell’ammiraglio granducale Jacopo Inghirami, mentre il resto della flotta bersagliava un presidio fortificato presso le mura, dal quale un gruppo di giannizzeri cannoneggiava i toscani in città. Quando l’ebbero distrutto, accorsero ad aiutare Inghirami, eliminando la cavalleria nemica. 
 A quel punto, solo presso la moschea cittadina insisteva ancora la resistenza turca, ma presto anche quegli ultimi difensori furono sconfitti.

## Conseguenze
La battaglia (durata sei ore) fruttò ai toscani una giornata di saccheggio e 1500 schiavi, catturati tra la popolazione della città, che furono venduti in maggioranza a Cagliari lungo la strada del ritorno, e in parte a Livorno. I toscani abbandonarono Bona la sera stessa della vittoria, dopo averla bruciata. 
 Il prestigio del Granducato in quanto potenza marinara arrivò a primeggiare nel Mediterraneo, pareggiando le maggiori realtà dell'epoca. La battaglia di Bona causò inoltre una diminuzione d’intensità delle scorrerie corsare dei nordafricani, perché le autorità algerine decisero di profondere maggiori sforzi nella difesa delle proprie coste.